# Amt Goldberg-Mildenitz
La comunità amministrativa di Goldberg-Mildenitz (Amt Goldberg-Mildenitz) si trova nel circondario della Parchim nel Meclemburgo-Pomerania Anteriore, in Germania.

## Suddivisione
Comprende 5 comuni (abitanti il 31 dicembre 2022):
1. Dobbertin (1 078)
2. Goldberg, Città * (3 364)
3. Mestlin (736)
4. Neu Poserin (492)
5. Techentin (697)

Il capoluogo è Goldberg.